# Glatiramer acetat
Glatiramer acetat, s tržnim imenom Copaxone oz. Copolymer 1, je zdravilo iz skupine spodbujevalcev imunske odzivnosti, ki ga je razvilo podjetje Teva Pharmaceuticals in je namenjeno zmanjševanju števila zagonov (poslabšanj) pri multipli sklerozi.
Daje se v obliki podkožnih injekcij vsak dan. Je umetno proizvedena beljakovina, sestavljena iz naključnega zaporedja štirih aminokislin, ki naj bi preprečevala poslabšanja, ki vodijo v prehitro invalidnost. Povzroča manj reakcij kot interferoni. Predpišejo ga le bolnikom, ki izpolnjujejo določene pogoje, nikakor ne bolnikom, ki niso več pokretni. Ne izboljšuje stanja, le pomaga ohranjati trenutno. Testi kažejo, da zmanjša tveganje za napredovanje bolezni od prvega poslabšanja do klinično potrjene multiple skleroze za 45 %.

## Mehanizem delovanja
Glatiramer acetat je naključni polimer iz 4 aminokislin, ki se nahajajo v mielinskem bazičnem proteinu. Gre za 4 štiri naravne aminokisline: L-glutaminsko kislino, L-alanin, L-tirozin in L-lizin. Povprečna molekulska masa glatiramer acetata je v razponu od 5.000 do 9.000 daltonov.
Mehanizem delovanja je nepojasnjen, obstaja pa več predlogov. Glatiramer povzroči premik populacije limfocitov T iz oblike proinflamatornih celic pomagalk Th1 v regulatorne celice Th2, ki zavirajo vnetni odziv. Zaradi sorodnosti z mielinskim bazičnim proteinom naj bi glatiramer deloval tudi kot vaba za avtoimunske mehanizme, ki napadajo mielin. Glatiramer acetat je v kliničnih študijah izkazal zmanjšanje števila in jakosti izbruhov bolezni.

## Neželeni učinki
Najpogostejši neželeni učinek pri dajanju zdravila je bila v kliničnih preskušanjih reakcija na mestu injiciranja (rdečina, bolečina, zatrdlina, srbenje, oteklina, vnetje in preobčutljivost). Zelo pogosti neželeni učinki (ki se pojavijo pri več kot 1 od 10 bolnikov) so še okužbe, tesnoba, depresija, glavobol, vazodilatacija, telesna slabotnost (astenija), siljenje na bruhanje, izpuščaj, bolečina v sklepih in hrbtenici, zasoplost (dispneja) in bolečina v prsih.